# Biotop
Biotopul reprezintă un mediu de viață cu caracteristici ecologice relativ omogene pe care se dezvoltă o biocenoză .
În structura biotopului sunt incluse substanțele anorganice, factorii geografici, mecanici, fizici, fizico-chimici și relațiile dintre acești factori. Structura biotopului determină configurația ecosistemului, ea putând fi caracterizată de diferite tipuri de mediu: continental, insular, edafic, acvatic etc.

## Factori
Factorii abiotici, care alcătuiesc biotopul, constituie o componentă activă a ecosistemului, modificările lor din diverse motive (inclusiv poluare) determinând transformări ale biocenozei și, implicit, ale ecosistemului.
Factorii abiotici, după modul cum acționează, se pot grupa în:
- de existență, care sunt absolut necesari supraviețuirii: lumina, aerul, apa etc.
- de influență, care intervin uneori, fără a fi necesari existenței viețuitoarelor: inundațiile, poleiul, o furtună etc.

Se mai pot deosebi și factori:
- direcți, ce acționează nemijlocit asupra organismelor vii
- indirecți, care se manifestă prin modificarea modului de intervenție al altor factori; de pildă, umiditatea și vântul, pot modifica acțiunea temperaturii asupra organismelor.

### Factori geografici
Joacă un rol important în caracterizarea biotopului unui ecosistem. Influența lor asupra organismelor dintr-un ecosistem este indirectă, prin imprimarea unor trăsături particulare ale altor factori ecologici (lumină, temperatură, umiditate etc.).
- Poziția geografică pe glob  a unui ecosistem va indica integrarea acestuia într-o anumită zonă climatică, deci cu anumite caracteristici ale factorilor ecologici.

- Altitudinea reprezintă un factor ecologic important în distribuția organismelor în diverse ecosisteme din aceeași zonă climatică. Cu creșterea altitudinii scade atât temperatura, cât și presiunea atmosferică, iar vântul, luminozitatea și umiditatea se intensifică.

### Factori mecanici
Dintre factorii mecanici cei mai cunoscuți, cu rol important în ecosistem, sunt cei reprezentați de mișcarea aerului (vântul) și apei (curenții), iar cu rol mai puțin important, cutremurele de pământ și erupțiile vulcanice.
- Vântul. Din punct de vedere ecologic, curenții de aer se pot grupa în vânturi cu caracter de regim (alizeele) sau cei ce suflă cu o anumită periodicitate (de exemplu, crivățul a cărui intensitate maximă este iarna) și vânturi cu caracter neperiodic (furtuni, uragane). Vânturile din prima categorie au rolul ecologic cel mai important. De pildă, curenții aerieni care acționează pe suprafețe întinse lipsite de un strat vegetal continuu determină cu timpul apariția fenomenului de eroziune. Eroziunea eoliană este foarte accentuată în zonele stepice și de pustiu, mai ales acolo unde textura solului este de natură nisipoasă sau constituită din aluviuni.

- Gravitația influențează configurația și evoluția biotopurilor terestre și marine;

- Câmpul magnetic terestru. Variațiile spontane ale acestuia perturbă activitatea normală a viețuitoarelor și declanșează reacții de adaptare;

- Presiunea atmosferica acționează ca factor de selecție în conexiune cu alți factori, ducând astfel la o anumită compoziție a biocenozei;

### Factori fizici
- Temperatura, ca factor fizic, influențează structura, activitatea fiziologică, comportamentul, distribuția și dinamica organismelor. Temperatura atmosferică condiționează în mare măsură existența organismelor terestre, acționând asupra repartiției lor pe suprafața globului.

- Lumina. Viața organismelor este influențată de lumină prin trei aspecte: durată, intensitate și lungime de undă. În natură, lumina provine de la Soare, ale cărui radiații globale (G) sunt formate din radiații solare directe (S) și radiații solare difuze (D), de unde G = S + D. Lumina solară este compusă din radiații ultraviolete, cu lungimea de undă de 0,28 - 0,38μm; radiatii vizibile (fotosintezante) cu lungimea de undă de 0,38 - 0,78μm și radiații infraroșii cu lungimea de undă de 0,78 - 3μm. Variațiile ritmice ale intensității luminii, determină o anumită ritmicitate metabolică, fiziologică și comportamentală a lumii vii. Homocromia, umbra criptică, colorația de avertizare, mimetismul, sunt influențate de asemenea de acțiunea luminii și de adaptarea animalelor de a percepe culorile din mediu. Lipsa luminii în condițiile vieții subterane (peșteri, galerii) conduce la depigmentarea și atrofierea ochilor la numeroase populații de animale.

- Focul, ca factor ecologic influențează structura, dinamica și succesiunea biocenozelor afectate. Deși focul este considerat ca un factor distructiv, unele observații au arătat că în unele situații el capătă caracter de regim cu efecte ecologice complexe [necesită citare]. Efectele focurilor din savane asupra fertilității solurilor din regiunile tropicale rămân un subiect mult controversat. In general, în aceste regiuni, incendiile determină creșterea potențialului productiv al solurilor, favorizând constituirea unui covor de graminee. Focul a constituit factorul primordial al reducerii pădurilor din țările mediteraneene, fiind favorizat și de ariditatea estivală care caracterizează acești biotopi. Perturbațiile microclimatice determinate de foc se traduc prin creșterea fluctuațiilor termice zilnice, modificarea compoziției aerului (scade conținutul de oxigen și crește cel de dioxid de carbon), majorarea pH-ului și cantității de elemente nutritive din sol, reducerea humusului și a capacității de reținere a apei. Perturbațiile microclimatice determinate de foc se traduc prin creșterea fluctuațiilor termice zilnice, modificarea compoziției aerului (scade conținutul de oxigen și crește cel de dioxid de carbon), majorarea pH-ului și cantității de elemente nutritive din sol, reducerea humusului și a capacității de reținere a apei.

### Factori chimici
- Azotul. Azotul elementar se află în atmosferă în proporție de 78,44% (peste 3/4 din volum). Sub aceasă stare, azotul nu exercită în mod obișnuit nici o acțiune asupra majorității organismelor. Pătrunderea sa în componentele biocenozei se realizează numai după ce a fost fixat de anumite microorganisme (de exemplu Rhizobium phaseoli, R. trifolii etc.), precum și prin metabolizarea unor compuși organici de către plante și animale. Prezența azotului în organismele vii este legată, mai ales de compoziția proteinelor, substanțe caracteristice vieții.

- Oxigen. Pentru lumea vie, oxigenul are rol esențial în respirație. În funcție de capacitatea organismelor de a folosi în respirație oxigen molecular liber sau inclus în substanțe organice, ființele vii se grupează în aerobe (majoritatea plantelor și animalelor pluricelulare și o parte din cele monocelulare) și anaerobe (unele microorganisme).

- Dioxid de carbon. Creșterea concentrației de dioxid de carbon din aer până la 1-3% față de valoarea normală, determină mărirea apreciabilă a frecvenței respirației, iar la animalele hibernante accelerează instalarea stării de hibernare. Pentru populația umană, dioxidul de carbon este unul din componenții primordiali ai mediului extern și intern, fiind evacuat pe cale respiratorie în proporție de 4,7% (22-23 l/oră). Sursele de CO2 din bazinele acvatice sunt reprezentate, în special, de activitatea vitală a populațiilor vegetale și animale și de descompunerea substanțelor organice. In apă, CO2 intră în reacție cu diverși compuși formând carbonați și bicarbonați ce sunt surse nutritive pentru unele specii și totodată au rolul de a păstra pH-ul apei la un nivel apropiat de valoarea neutră.

- Concentrația ionilor de hidrogen (PH-ul). Organismele s-au adaptat în cursul evoluției lor la diverse valori ale pH-ului. Există plante care se dezvoltă la un pH constant, fiind adevărați indicatori ai mediului. Larvele unor insecte se dezvoltă în medii cu valori foarte limitate ale pH-ului, de exemplu, cele ale speciei Polyphilla fulo populează ape cu pH-ul cuprins între 7-8. Există însă și specii care s-au adaptat la variații largi ale pH-ului. Astfel, protozoarele suportă variații de pH cuprinse între 3,9 și 9,7. În solurile și apele cu pH scăzut (puternic acide), se găsesc în general puține substanțe nutritive, deci și productivitatea organismelor este redusă. Cu toate că pH-ul reprezintă un factor chimic important al mediilor de viață acvatic și terestru, fluctuațiile sale nu sunt considerate implicate direct în delimitarea arealului speciilor și deci în determinarea structurii biocenozelor naturale.

- Salinitatea. O particularitate ecologică a organismelor ce populează apele salmastre (au salinitate variabilă cauzată de existența unui aport consistent de ape dulci în mări fără maree puternică încăt apa dulce rămâne mult timp deasupra apei sărate) constă în faptul că în marea lor majoritate acestea sunt stenohaline. Toleranța la o salinitate variabilă este asigurată de prezența unor mecanisme de reglaj (activitatea organelor de excreție, membrane impermeabile pentru apă etc.). În ansamblu, salinitatea este un factor chimic important al ecosistemelor acvatice ale cărui fluctuații în timp și spațiu influențează în mod profund structura specifică a biocenozelor naturale, induce adaptări complexe la populațiile componente, condiționând răspândirea geografică a speciilor.

- Substanțele minerale din sol. Viața organismelor terestre este de neconceput în lipsa solului. Aceasta constituie sursa de substanțe minerale și de apă necesar plantelor, biotopul animalelor din sol, substratul și fondulspeciilor terestre. Solul conține elemente vitale necesare tuturor organismelor reprezentate prin săruri dizolvate, numite și săruri biogene care pot fi grupate în macroelemente (necesare organismelor în cantități mari), de exemplu fosforul (P), azotul (N2), potasiul (K), sulful (S), calciul (Ca), magneziul (Mg), fierul (Fe), și în microelemente (necesare organismelor în cantități mici), de exemplu: borul (B), clorul (Cl), cobaltul (Co), zincul (Zn), cuprul (Cu), manganul (Mn).

## Categorii de biotopuri
- Biotop acvatic;
- Biotop terestru;
- Biotop subteran;
- Biotop cavernicol;
- Biotop coluvial;